# ストーニー・クリークの戦い
ストーニー・クリークの戦い（-のたたかい、英:Battle of Stoney Creek）は、米英戦争中の1813年6月6日に、オンタリオ湖の西のはずれ、現在のオンタリオ州ハミルトンのストーニー・クリーク付近にてイギリス軍とアメリカ軍との間に戦われた戦闘である。ジョン・ビンセント准将が率いたイギリス軍はアメリカ軍の宿営地に夜襲を掛けて勝利し、アッパー・カナダ防衛戦の転換点となった。アメリカ軍はバーリントン・ハイツに向けて進軍途中であったが、敗北によってナイアガラ半島の東、フォーティ・マイル・クリークまで撤退した。戦場跡は今日、「ストーニー・クリークの戦い国定史跡」として博物館が設けられ、毎年戦闘の再現が行われている。

## 背景
1813年5月27日、アメリカ軍はジョージ砦の戦いでイギリス軍の基地を奪取した。ビンセント将軍指揮するイギリス軍はバーリントンハイツに撤退した。アメリカ軍の全体指揮官はヘンリー・ディアボーン将軍であったが、追跡速度が緩かった。ジョン・チャンドラーとウィリアム・ワインダーの2人の准将に任せた追跡軍は3,400名の戦力があり、6月5日にストーニー・クリークまで進軍して宿営した。2人の将軍は本部をゲイジ農園に設営した。
ビンセントの参謀士官の一人、ジョン・ハーベイ中佐がアメリカ軍の宿営地を探らせ、配置も悪ければ、防御も手薄いと見て取った。ハーベイは夜襲を提案した。イギリス軍第8および第49連隊から700名の部隊が選ばれ、土地の農夫ビリー・グリーンに道案内をさせた。グリーンはアメリカ軍の合い言葉も手に入れていた。

## 戦闘
イギリス軍は6月5日午後11時半に配置に就いた。丸太小屋の教会を前進基地にしていたアメリカ軍兵士が急襲され銃剣攻撃を受けた。イギリス兵はアメリカ軍の篝火に向かって前進を開始したが、アメリカ軍兵士と遭遇してしまった。インディアンかイギリス兵かどちらかは分からないが、即座にインディアンの戦闘の雄叫びを上げ、アメリカ軍兵士を驚かせた。ハーベイは早まって銃撃してしまうことを避けるために、兵士のマスケット銃の火打ち石を外させていた。弾を填めていないマスケット銃を持った部隊もあった。チャールズ・プレンダーリース少佐の小さな部隊は、突撃して銃剣だけでアメリカ軍の大砲4門を確保した。しかし、イギリス軍の多くは戦いの最中に火打ち石を取付け、弾を填め、火薬を詰めることに忙しく、急襲されたアメリカ軍と同じくらい混乱していた。
アメリカ軍の指揮官ジョン・チャンドラーは負傷して捕まえられた。ウィリアム・ワインダーはイギリス兵を味方と見誤り、やはり捕虜にされた。アメリカ軍第25歩兵連隊のジョセフ・リー・スミス少佐は、ワインダーが捕まえられるところを目撃して部下の兵士に早く撤退するよう命じ、捕虜になることを免れた。
イギリス軍側では、ビンセントが馬から投げ出され、明るくなるまで森の中を彷徨った。日の出と倶に数的には劣勢のイギリス軍だったので、ハーベイが撤退を命じた。イギリス軍は捕獲したアメリカ軍の大砲のうち2門も持ち帰ることができた。

## 戦闘の後
この混戦による損失は両軍とも同じくらいであったが、アメリカ軍は動揺させられた。将軍2人が捕虜となり、アメリカ軍の大佐達は、竜騎兵隊指揮官のジェイムズ・バーンズが当座の上級指揮官であると決めた。しかし、バーンズはジョージ砦の戦いで、撤退するイギリス軍を捕捉することに失敗し、批判されているところであった。バーンズはストーニー・クリークで貯蔵所を焼き、撤退を命じた。
一方、オンタリオ湖にいたアメリカ船隊は湖岸の部隊を守り物資の補給を行っていたが、イギリス船隊がアメリカ海軍が抑えているサケット港の基地を襲っているとの報に接して、アイザック・ショーンシー海軍准将が船隊を突如転進させてしまった。海軍の支援が無くなりイギリス海軍の艦船には攻撃されたアメリカ陸軍はジョージ砦の周りの小さな防衛線内に撤退していたが、間もなく砦も放棄してナイアガラ川を越え、12月にはアメリカ領内に戻った。
ワインダー准将は後に捕虜交換で釈放されワシントンD.C.周辺の第10軍管区の指揮を執ったが、そこではワシントン焼き討ちの後で、激しい非難を浴びることになった。

## 遺産
この戦闘に関わった兵士を称える記念碑が造られたが、モホーク族インディアンが戦闘に関わったという確証が無く、顕彰されていない。現在、オンタリオ州ハミルトン市の一部となったストーニー・クリークにある戦場跡記念公園で、毎年カナダ人とアメリカ人による戦闘の再現が行われている。